# 1. SC Sollenau
Der 1. SC Sollenau ist ein Sportverein in Sollenau in Niederösterreich.

## Geschichte
Der Verein wurde im Frühjahr 1920 gegründet. Das Stadion mit einer Kapazität von 300 Sitzplätzen und 700 Stehplätzen wurde 1980 errichtet. Der Sportclub stieg 2011 in die dritthöchste Fußballliga Österreichs, die Regionalliga Ost, auf. Zur Saison 2016/17 zog man sich aus der Regionalliga zurück und trat fortan in der siebtklassigen 1. Klasse an.

## Erfolge
- 2005 und 2008 Sieger im NÖ Admiral Meistercup
- 2011 Aufstieg in die Regionalliga Ost